# بطولة أفريقيا للسباحة 2012
بطولة أفريقيا للسباحة 2012 هي النسخة الحادية عشر من بطولة إفريقيا للسباحة، ودارت فعالياتها في مدينة نيروبي الكينية من 10 إلى 16 سبتمبر 2012.